# 7203 Sigeki
7203 Sigeki este un asteroid din centura principală de asteroizi.

## Descriere
7203 Sigeki este un asteroid din centura principală de asteroizi. A fost descoperit pe 27 februarie 1995 la Kiyosato de Satoru Ōtomo. El prezintă o orbită caracterizată de o semiaxă mare de 2,44 ua, o excentricitate de 0,16 și o înclinație de 2,6° în raport cu ecliptica.